# GPN
Pour les articles homonymes, voir GPN (homonymie).
La société GPN (anciennement Grande Paroisse) est une entreprise chimique, filiale du groupe Borealis (ancienne filiale de Total). C'est le premier fabricant français d'engrais azotés et le deuxième au niveau européen. Son chiffre d'affaires annuel s'élève à environ 550 millions d'euros. L'effectif du personnel est d'environ 800 salariés.
GPN exploite deux sites industriels en France, à Grandpuits (Seine-et-Marne) et au Grand-Quevilly (Seine-Maritime). À la suite de l'explosion de l'usine AZF intervenue le 21 septembre 2001, le site de Toulouse a été définitivement fermé.
Cette société doit son nom à La Grande-Paroisse, commune de Seine-et-Marne proche de Montereau dans laquelle Georges Claude mit au point en 1918 un procédé de synthèse de l'ammoniac. Le « N » provient du symbole chimique de l'azote.
GPN était rattachée à la division Chimie de Total. Autrefois détenue à 99,89 % par Atofina, elle n'a pas été englobée dans la nouvelle société Arkema, créée le 1er octobre 2004 dans le cadre de la réorganisation des activités de Total dans le domaine de la chimie. Cette séparation s'explique par les charges importantes qui pèsent sur cette société tant pour les coûts de fermeture du site de Toulouse que pour la dépollution de plusieurs autres sites.
Au 1er juillet 2013, GPN est intégrée au groupe Borealis après rachat.

## Historique

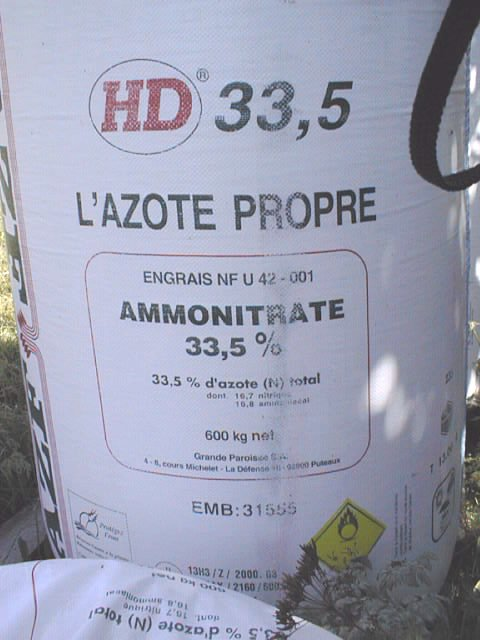
Big-bag d'engrais de Grande Paroisse (lot fabriqué à l'usine AZF de Toulouse).

La société fut créée en 1919 sous le nom de « société chimique de la Grande Paroisse » (SCGP) par l'Air liquide et Saint-Gobain. Elle implante à La Grande-Paroisse le premier atelier français de production d'ammoniac, d'une capacité de 5 t/jour.
En 1929, la SCGP s'implante au Grand-Quevilly, près de Rouen, où elle investit dans une usine d'ammoniac plus importante, qui sera fermée en 1967, après la création d'AGQ (Ammoniac de Grand-Quevilly), d'une capacité de 1 000 t/jour.
Le 1er novembre 1987, la SCGP, filiale à 70 % d'Air liquide, est fusionnée avec la société AZF, filiale de CDF-Chimie (branche chimie des Charbonnages de France), qui est à l'époque la première société de fertilisants en France. Le nouvel ensemble, qui prend le nom de Grande Paroisse, regroupe alors la quasi-totalité de l'industrie des engrais à capitaux français, dont le grand concurrent est le groupe norvégien Norsk Hydro qui a racheté la Compagnie française de l'azote (COFAZ).
En 1990, le gouvernement décide, dans le cadre d'une restructuration des groupes publics, de placer Grande Paroisse sous le contrôle d'Elf Aquitaine.
En avril 2000, à l'occasion de la fusion de Total et Elf Aquitaine, la société se retrouve dans le giron d'Atofina.
Le 1er mai 2007, la société est renommée « GPN ».
En janvier 2011, GPN vend son site historique de Mazingarbe à la société Maxam, un des leaders mondiaux de la fabrication d'explosif civil.
Fin janvier 2012, GPN cède au groupe Borealis AG, premier fabricant d'engrais autrichien, la société PEC Rhin située à Ottmarsheim, après avoir racheté les 50 % détenus par BASF.
Le 1er juillet 2013, Total lui cède son activité Fertilsants (GPN et Rosier) et ses deux principaux sites de production (Grandpuits et Grand-Quevilly). Borealis devient alors le 2e producteur européen d'engrais azotés.
En France, il n'y a plus d'usine de production d'ammoniac à capitaux français.

## Sites industriels GPN
- Usine de Rouen (Le Grand-Quevilly, Seine-Maritime).
- Usine de Grandpuits (Quiers, Seine-et-Marne).
- Usine de Mazingarbe (Pas-de-Calais), autrefois.
- Usine de Waziers (Nord) jusqu'en 2001.

## Sites industriels Borealis partagés en partenariat
- Usine SNA (Le Havre, Seine-Maritime) 50 % Borealis, 50 % Yara.

Le 17 juin 2014, Borealis, fournisseur majeur de solutions innovantes dans le domaine des polyoléfines, des produits chimiques de base et des fertilisants, annonce la cession des parts indivises qu'elle détient dans l'unité de production d'urée et dans les installations connexes de stockage d'ammoniac de Gonfreville-l'Orcher.
Il n' y a plus de sites industriels partagés au 17 juin 2014.
Le site de Toulouse, fermé depuis l'explosion de 2001, sera remplacé à terme par un pôle de recherche anticancer, le Cancéropôle. Les usines de Rouen, Grandpuits, Ottmarsheim et Le Havre sont classées Seveso II seuil haut (synthèse de l'ammoniac, acide nitrique, ammonitrate).